# Joseph Than
Joseph (Josef) Than est un scénariste et producteur américain d'origine autrichienne né le 26 juillet 1903 à Vienne (Autriche) et mort le 2 décembre 1985 à Los Angeles (Californie).

## Filmographie

### Cinéma

#### comme scénariste
- 1926 : Das süße Mädel (de) de Manfred Noa
- 1927 : Splendeurs et misères des courtisanes de Manfred Noa
- 1927 : Die Achtzehnjährigen de Manfred Noa
- 1927 : Gauner im Frack de Manfred Noa
- 1927 : Unter Ausschluß der Öffentlichkeit de Conrad Wiene
- 1928 : Ein Mädel mit Temperament de Victor Janson
- 1928 : Das Spiel mit der Liebe de Victor Janson
- 1928 : Le Président (Der Präsident) de Gennaro Righelli
- 1931 : Casse-cou de Richard Eichberg
- 1931 : Schön ist die Manöverzeit de Erich Schönfelder et Margarete Schön
- 1931 : Meine Frau, die Hochstaplerin de Kurt Gerron
- 1932 : Le Scandale du Grand Hôtel (de) de Franz Osten
- 1932 : Jalousie de Robert Wohlmuth
- 1932 : Service secret de Johannes Meyer
- 1933 : Retour au bonheur de Carl Boese
- 1934 : Haute École de Erich Engel
- 1934 : Madame Spy de Karl Freund
- 1935 : Ce n'est qu'un comédien (de) de Erich Engel
- 1940 : Paradis perdu de Abel Gance
- 1944 : Pas un n'échappera de André De Toth
- 1946 : Jalousie de Irving Rapper
- 1948 : Le Pirate de Vincente Minnelli
- 1950 : Les Dépravées de Bernard Vorhaus
- 1953 : Jeunes Mariés de Gilles Grangier
- 1954 : Ma Sœur et moi (de) de Paul Martin
- 1955 : Escale à Orly de Jean Dréville

#### comme producteur
- 1931 : Casse-cou de Richard Eichberg
- 1931 : Schön ist die Manöverzeit de Erich Schönfelder et Margarete Schön
- 1931 : Meine Frau, die Hochstaplerin de Kurt Gerron
- 1933 : Drei Kaiserjäger de Franz Hofer
- 1933 : Retour au bonheur de Carl Boese
- 1935 : Ce n'est qu'un comédien (de) de Erich Engel
- 1940 : Paradis perdu de Abel Gance

### Télévision
- 1951 : The Last Half Hour: The Mayerling Story (téléfilm)
- 1967 : Les Espions (2 épisodes)
- 1971 : Hawaï police d'État (1 épisode)

## Nominations
- Oscars du cinéma 1945 : Oscar de la meilleure histoire originale pour Pas un n'échappera